# Armand-Jérôme Bignon
Armand-Jérôme Bignon (París, 21 de octubre de 1711-París, 8 de marzo de 1772) fue un abogado francés.

## Vida
Fue hijo de Armand Roland Bignon, sobrino de Jean-Paul Bignon, destacó políticamente ocupando cargos como el de Bibliotecario del rey, Consejero de Estado, o Preboste de los Mercaderes de París.
En 1729 es nombrado Abogado general del Gran Consejo, alcanzando la presidencia del mismo en 1738. En 1743 fallece su hermano, quien ocupaba el cargo dejado por su tío Jean-Paul Bignon de Bibliotecario del rey. Desde entonces, ocupará el cargo Armand-Jérôme Bignon hasta 1770, cuando dimite en favor de su hijo Jérôme-Frédéric Bignon.
El mismo año en que fue nombrado Bibliotecario del rey, fue elegido miembro de la Academia Francesa. Ocho años después fue también elegido miembro de la Academia de las Inscripciones. En 1762 es nombrado consejero de Estado, y finalmente, en el año 1764 se convierte en Preboste de los mercaderes de París. Sin embargo, su mandato se vio empañado por un trágico suceso durante la boda del Delfín con María Antonia. Durante el lanzamiento de unos fuegos artificiales con motivo de la boda, fallecieron unas trescientas personas, y cayeron heridas otras tantas. La indiferencia del Preboste ante estos hechos provocaría su derrocamiento por las masas populares parisinas.